# Конопля Василь Федорович
Конопля Василь Федорович (1915 р. с. Надія зараз Сватівський район Луганська область — 27 листопада 1943 року у бою за висоту 75,4 що поблизу хутора Капустяний тоді Вільнянського району Запорізької області) — помічник командира кулеметного зводу 185-го гвардійського стрілецького полку 60-ї гвардійської стрілецької дивізії 12-ї армії 3-го Українського фронту, старший лейтенант. Герой Радянського Союзу.

## Біографія
Народився в 1915 році в с. Надія зараз Сватівський район Луганська область Україна в селянській родині. Закінчив 5 класів сільської школи. Працював в колгоспі «Чайка».
У Червоній армії з травня 1938 року. Брав участь у німецько-радянській війні з травня 1942 року. Воював на Західному, Степовому та 3-му Українських фронтах.
Старший сержант Василь Конопля разом з бійцями 25 жовтня 1943 року переправився через р. Дніпро на острів Хортиця біля м. Запоріжжя, в бою за плацдарм протягом дня відбив більш ніж 30 ворожих контратак. Коли вибув зі строю командир взводу він прийняв командування на себе продовжуючи успішно вести бій.
Загинув у бою 27 листопада 1943 року у бою за висоту 75,4 що поблизу хутора Капустяний тоді Вільнянського району Запорізької області.
Указом Президії Верховної Ради СРСР від 19 березня 1944 р. за мужність, героїзм та хоробрість, проявлені у боротьбі з німецько-фашистським загарбником, старшому сержанту Коноплі В. Ф. посмертно було присвоєно звання Героя Радянського Союзу.

## Нагороди
Орден Леніна, медаль «За відвагу».